# 蘭州
蘭州（らんしゅう、中国語：兰州、英語：Lanzhou）は、中国にかつて存在した州。現在の甘粛省蘭州市一帯に設置された。

## 漢代
蘭州地区に初めて行政区画が設置されたのは紀元前86年（始元元年）に天水郡の下に設置された金城県である。紀元前81年（始元6年）には金城郡が設置され、紀元前60年（神爵2年）の趙充国による西羌平定以後は金城郡の有する統治権限が強まり7県を管轄するようになった。
後漢が成立すると36年（建武12年）に金城郡は隴西郡に統合されたが後漢末に再度金城県が設置された。

## 魏晋南北朝時代
314年（建興2年）、前涼は金城郡の令居県・枝陽県の2県及び新設した永登県に広武郡を設置した。

## 隋代
581年（開皇元年）、隋により金城郡に蘭州が置かれた。隋初には、蘭州は2郡4県を管轄した。583年（開皇3年）、隋が郡制を廃すると、蘭州の属郡は廃止された。607年（大業3年）に州が廃止されて郡が置かれると、蘭州は金城郡と改称され、下部に2県を管轄した。隋代の行政区分に関しては下表を参照。
| 州 | 蘭州   | 蘭州                 | 郡 | 金城郡        |
| 郡 | 金城郡 | 武始郡               | 県 | 金城県 狄道県 |
| 県 | 子城県 | 勇田県 狄道県 楊素県 | 県 | 金城県 狄道県 |

## 唐代
619年（武徳2年）、唐が薛挙を平定すると、金城郡は蘭州と改められた。742年（天宝元年）、蘭州は金城郡と改称された。758年（乾元元年）、金城郡は蘭州の称にもどされた。蘭州は隴右道に属し、五泉・広武の2県を管轄した。
762年（宝応元年）には吐蕃により占拠される事件が発生している。848年（大中2年）に張議潮により唐朝の支配権が回復されたが、既に勢力が衰退していた唐朝は西方経営を行う余裕がなく、まもなくタングート族により占拠されてしまう。

## 宋代
北宋のとき、蘭州は秦鳳路に属し、蘭泉県と龕谷寨と東関堡・阿干堡と定遠城と金城関・京玉関を管轄した。
金のとき、蘭州は臨洮路に属し、定遠・龕谷・阿干の3県と寧遠・安羌の2城と東関・質孤・西関の3堡と京玉関を管轄した。

## 元代
元のとき、蘭州は陝西等処行中書省に属し、阿干県1県を管轄した。

## 明代
1369年（洪武2年）、明により蘭州は廃止され、蘭県と改められた。1477年（成化13年）、蘭県は蘭州に昇格した。蘭州は臨洮府に属し、金県1県を管轄した。

## 清代以降
1738年（乾隆3年）、清により臨洮府の府治は蘭州に移転され、臨洮府は蘭州府と改称された。蘭州府は甘粛省に属し、皋蘭・金・渭源・靖遠・狄道州・河州の2州4県を管轄した。
1913年、中華民国により蘭州府は廃止されたが、旧蘭州府管轄県は新設された蘭山道（旧蘭州府及び鞏昌府をあわせた地域）の管轄とされた。